# Gomaras
Os Gomaras ou Ghomaras são uma etnia do norte de Marrocos com origens nos berberes masmudas. Tendo sido "arabizados" entre os séculos XI e XVI, atualmente são maioritariamente arabófonos e só uma minoria falam berbere, nomeadamente gomara, uma língua ou dialeto berbere do ramo zeneta.
O seu território situa-se entre os rios Laou e Uringa, imediatamente a oeste do Rife, a norte de Xexuão e a sul de Tetuão. É possível que o nome da etnia esteja na origem do nome da ilha de La Gomera, nas Canárias, bem como dos topónimos espanhóis Gómara e Gomérez.[carece de fontes?]
No século X, o autoproclamado profeta gomara Ha-Mim (ou Abu Muhammad) e fundador de um ramo efémero do Islão, ganhou grande aceitação entre os Gomaras durante alguns anos.[carece de fontes?]
A Confederação Gomara é constituída por nove tribos (ou cabilas):[carece de fontes?]
- Beni Buzera (ou Bu Zra ou Bouzra; berberófona, a única que fala gomara)
- Beni Erzin (ou Rezin; arabófona)
- Beni Guerir (ou Grir; arabófona)
- Beni Jaled (ou Khaled; arabófona)
- Beni Manzor (ou Mansur; berberófona)
- Beni Sechyel (ou Zejel ou Zyal; arabófona)
- Beni Selman (berberófona)
- Beni Smih (arabófona)
- Beni Ziat (arabófona)